# Андреа фон Габсбург
Андреа Марія фон Габсбург (нім. Andrea von Habsburg), повне ім'я Мікаела Марія Маделіна Кіліана Єлизавета Габсбург-Лотаринзька (нім. Michaela Maria Madeleine Kiliana Elisabeth Habsburg-Lothringen, нар. 30 травня 1953) — австрійська ерцгерцогиня з династії Габсбургів, донька титулярного імператора Австрії  Отто та принцеси Регіни Саксен-Мейнінгенської, дружина графа Карла Євгена фон Нейпперг.

## Біографія
Андреа Марія народилась 30 травня 1953 у місті Вюрцбург в Баварії. Стала первістком в родині титулярного імператора Австрії, короля Чехії, Хорватії, Богемії, Галичини та Володимерії Отто Габсбурга та його дружини Регіни Саксен-Мейнінгенської. За півтора року у дівчинки з'явились сестри-близнючки Моніка та Мікаела, а згодом пішли молодші: Габріела, Вальбурга, Карл та Георг. 
У 24 роки Андреа вийшла заміж за 25-річного графа Карла Євгена фон Нейперг, нащадка фельдмаршала Адама фон Нейпперга. Весілля пройшло 9 липня 1977 року в Баварії. У подружжя народилося п'ятеро дітей.

## Родина
Чоловік — Карл Євген фон Нейперг
Діти:
- Філіп Карл (нар.1978) — граф фон Нейпперг, одружений із Паулою Вольф, має двох синів та двох доньок;
- Бенедікт Райнхард (нар.1980)
- Домінік Георг (нар.1981) — одружений з Марією-Анною цу Сальм-Сальмською, має доньку;
- Марія Гемма Наталія (нар.1983) — дружина Романа Кено Спехта, має доньку;
- Катаріна Франциска (нар.1986) — дружина князя Венцеля з Лобковіц, має сина.